# Myrmarachne consobrina
Myrmarachne consobrina là một loài nhện trong họ Salticidae.
Loài này thuộc chi Myrmarachne. Myrmarachne consobrina được J. Denis miêu tả năm 1955.